# Epipristis oxycyma
Epipristis oxycyma är en fjärilsart som beskrevs av Edward Meyrick 1888. Epipristis oxycyma ingår i släktet Epipristis och familjen mätare. Inga underarter finns listade i Catalogue of Life.